# Mistrzostwa Świata Kobiet w Biegach Ulicznych 1986
4. Mistrzostwa Świata Kobiet w Biegach Ulicznych – zawody lekkoatletyczne zorganizowane pod egidą IAAF w Lizbonie w 1986 roku. Rywalizowano w biegu na dystansie 15 kilometrów. 

## Rezultaty
| Konkurencja:  | 1. miejsce                                                         | Rezultat | 2. miejsce                                             | Rezultat | 3. miejsce                                                             | Rezultat |
| Indywidualnie | Aurora Cunha                                                       | 48:31    | Rosa Mota                                              | 48:35    | Carla Beurskens                                                        | 48:36    |
| Drużynowo     | ZSRR · Tatjana Kazankina · Ludmiła Matwiejewa · Marina Rodczenkowa | 20 pkt.  | Portugalia · Aurora Cunha · Rosa Mota · Albertina Dias | 24 pkt.  | Stany Zjednoczone · Marty Cooksey · Kellie Archuletta · Suzanne Girard | 26 pkt.  |